# Dean Prior
Dean Prior – wieś i civil parish w Anglii, w Devon, w dystrykcie South Hams. W 2011 civil parish liczyła 201 mieszkańców. Dean Prior jest wspomniana w Domesday Book (1086) jako Dene/Dena.